# Sun Lutang
Dans ce nom chinois, le nom de famille, Sun, précède le nom personnel.
Pour les articles homonymes, voir Sun.
Sun Lutang ou Sun Lu Tang (chin.: 孫祿堂, pinyin: Sūn Lùtáng), né d'après sa fille, le 22 décembre 1860 à Baoding (Chine) dans la région du Hebei et mort le 16 décembre 1933, de son vrai nom Sun Fuquan, est un maître d'arts martiaux chinois. Fondateur du Tai-chi style Sun, cinquième et dernière branche majeure du Taiji Quan, ainsi que du Xingyi Quan et du Bagua Zhang de Style Sun. 

## Biographie

### Jeunesse
Le jeune Sun Fuquan vient au monde dans le conté de Wan (aujourd’hui Xian de Wangdu), administré par la ville de  Baoding dans la province du Hebei. Il ne fut scolarisé que durant deux ans en échange de récoltes que son père offrait à son enseignant. À la suite de mauvaises moissons et des impôts colossaux de la Dynastie Qing qui l'obligent à vendre la ferme familiale, son père décède de chagrin. Réduits alors à la mendicité avec sa mère, celle-ci le place dans une riche famille comme serviteur en échange du gîte et du couvert et sont alors séparés. Il y est régulièrement brutalisé, notamment par le fils du maître et le cousin de ce dernier.
Un jour où il promenait les bêtes, il aperçut un maître de Gongfu de Shaolin 少林 et il le supplia de le prendre comme élève. Il étudia l'art de Shaolin durant 2 ans ainsi que le Qigong dit "du jeune homme vierge". Un jour de nouvel an, alors qu'il allait se faire à nouveau battre, il se révolta contre le fils de son employeur et une bagarre éclata au cours de laquelle Sun Fuquan fit rendre le repas à son adversaire.
Mis à la porte et sans travail pour subsister, il décide de se pendre afin de ne pas être un fardeau pour sa mère. Décroché par 2 passants, ceux-ci lui donnèrent un peu d'argent dont ils se servirent pour rejoindre son oncle à Baoding dans la région du Hebei. Celui-ci est propriétaire d'une échoppe de matériel de calligraphie où le jeune adolescent perfectionnera son écriture sur les étiquettes des colis qu'il est chargé de poster. Cette activité lui permettra d'être mis au contact d'un public de lettrés et d'érudits renforçant son amour de la littérature. 
Son oncle avait plusieurs amis dont un certain Zhang, qui impressionné par la calligraphie de son adresse postale réalisée par l'adolescent, décide de le prendre sous son aile, de lui enseigner les grands classiques et de parfaire sa calligraphie. Sachant son goût pour les arts martiaux, il le présente à un ami, Li Kuiyuan (李奎垣), érudit, propriétaire de la société d'escorte armée (Biaoju 鏢局) Tai An, et maître du style de Gongfu Xingyi Quan 形意拳 (Boxe de la Forme et de l'Intention). Lors du cinquantième anniversaire de Zhang, il est convenu que l'adolescent devienne disciple de Li Kuiyan. Celui-ci accepte à condition toutefois que Zhang accepte de fiancer sa fille à Sun Fuquan. Sachant que sa formation est loin d'être accomplie, Fuquan demande cependant à reporter le mariage.

### De la pratique des arts martiaux à leur enseignement

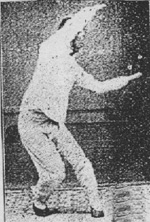
Sun Lutang pratiquant le baguazhang.

Il commença son entrainement avec le Xingyi quan en 1877 avec Li Kuiyuan (李奎垣), disciple du célèbre Guo Yunshen, lui aussi membre de Biaoju 鏢局, au tempérament bouillant et à la technique redoutable. Il pratique essentiellement la posture statique San Ti Shi, indispensable pour maîtriser ce style d'art martial et développer la puissance et la compréhension. Il étudia ainsi quelques années avec Li, mais ses qualités naturelles exceptionnelles pousseront celui-ci à l'introduire auprès de son propre maître, Guo Yunshen qui le prendra comme disciple en 1882. 
Après plus de quinze années d'entraînements de Xingyi Quan, Guo lui conseilla d'étudier le Bagua Zhang (Paume des 8 trigrammes) auprès de Cheng Tinghua, qui le renommera Lutang 祿堂. Il profite en effet à cette époque d'un rapprochement des écoles de Xingyi Quan et de Bagua Zhang initié entre autres par Li Cunyi et son nouveau maître. Il fut accepté comme disciple et étudia durant 3 années le style Bagua Zhang, au cours desquelles il relèvera plusieurs défis lancés contre l'école de Cheng.
Arrivé en fin d'enseignement, son maître de Bagua Zhang lui suggère d'étudier le Qi Gong et le Yi Jing, afin d'en comprendre les relations avec la boxe. il trouvera dans le Emei un moine itinérant qui lui transmettra les enseignements du Yijing. Il ouvre par la suite des écoles à Beijing et Shanghaï où de nombreux élèves affluent. À 54 ans, il entend parler d'un maître d'arts martiaux célèbre sur Beijing descendu dans une auberge, mais au bord de la mort. Le faisant soigner efficacement, il découvre que celui-ci n'est autre que Hao Weizhen (en) (郝为真 / 郝為真), maître du style Tai-Chi style Wu/Hao, qui tient à le remercier en lui enseignant son style de Taiji Quan qu'il apprendra en 1914, faisant de lui l'héritier des trois lignées d'arts martiaux internes.
Il atteint en seulement 4 années un niveau d'accomplissement extraordinaire grâce à sa connaissance antérieure des principes des boxes internes.
Cette même année, il est invité par les maîtres Wu Jianquan, Yang Chengfu et Yang Shaohou à l'Institut de Recherche de l'Éducation Physique de l'université de Beijing. Très conscient de son époque, il y offre une série de conférences avec notamment pour thème l'orientation future de la boxe chinoise dans l'ère moderne, et ses rapports à la santé.
L'année suivante, Sun Lutang entame un processus d'écriture pour le grand public luttant contre les ravages de l'opium, la maladie et la famine. Il promeut ainsi l'usage de la boxe pour le renforcement de sa santé. C'est le premier d'une série de 5 ouvrages.
Fort de sa compréhension profonde des principes sous-jacents des 3 arts martiaux dits "internes", il créa le Taiji du style Sun en combinant leur essence profonde. Progressiste, il fut le premier en Chine à ouvrir une école publiquement dédiée aux femmes, à la tête de laquelle il plaça sa fille. En 1933, afin de ne pas compliquer le rapatriement de son corps, il décide de retourner à Baoding pour décéder dans la maison qui l'a vu naître. En effet, selon sa fille, il prédit la date de sa mort grâce à la science du Yi-King -art divinatoire chinois-  à l'âge de 73 ans. 
Surnommé « maître des 3 paumes » grâce à sa maîtrise des trois arts internes, il fut invaincu en une soixantaine de combats, notamment contre des étrangers comme le lutteur Russe Peter Lufa ou encore l'émissaire de l'Empereur du Japon, Itagaki Kazuo. Sun Lutang fut le point final de l'âge d'or du développement des arts martiaux internes en Chine.

### Héritage
De nos jours, le style Sun reste assez peu connu. La principale raison de cette méconnaissance est l'époque durant laquelle Sun Lutang propagea son enseignement, riche en bouleversements historiques (fin de l'impérialisme (1911), première république de Chine (1912), puis l'époque des Seigneurs de la Guerre (1928), et après sa mort, de l'instauration de la république populaire de Chine (1949) où les arts martiaux et énergétiques chinois étaient bannis durant un temps.
Sun voyagea également beaucoup entre ses différentes écoles à Beijing et Shanghai, son passage à l'armée pour laquelle il enseigna aux troupes militaires. Les institutions martiales dans lesquelles il était impliqué comme vice-président, notamment celle du célèbre Général Li Jinglin, héritier du maniement de l'épée du courant de Wudang 武當.
Son fils Sun Cunzhou s'éleva à un grand niveau de pratique mais n'enseigna qu'à un nombre limité de disciples, dont ses deux propres filles, Sun Shurong et Sun Wanrong, petites-filles du fondateur. Seule Sun Jianyun enseigna de façon publique, dédiant sa vie à retransmettre scrupuleusement et fidèlement l'enseignement de son père. 
L'apparition des armes à feu, la révolte des boxeurs et la révolution culturelle furent également des freins à la propagation du style Sun, reléguant l'art martial au second plan durant un temps.
Ses disciples les plus connus furent Sun Jianyun, Sun Cunzhou, Chen Weiming, Fu Zhensong (Fu Qiankun), Jin Xinhan, Jin Yunting, Li Yulin, Zhang Huaxian, Sun Zhendai, Sun Zhenchuan. Selon sa fille, le meilleur disciple de son père était Qi Gongbo, décédé prématurément de famine.
En Chine contemporaine, quelques spécialistes du Style Sun demeurent comme Sun Wanrong sa petite-fille, Liu Siuchun, Zhang Zhenhua, Lei Shitai, Chen Guofu, Ji Jian Cheng, Zhang Maoqing, ou encore Deng Fuming.
En Europe, quelques experts du style Sun sont présents : En Angleterre Dave Martin, disciple de Sun Jianyun, enseigna longtemps jusqu'à son décès, Per Nyfelt, également disciple de Sun Jianyun en Suède, Jan Hernández en Espagne, disciple de Lei Shitai et en France, Gilles Rio, disciple de Deng Fuming, sont les héritiers les plus connus du style Sun.
Aux États-Unis, Tim Cartmell, élève de Sun Shurong a traduit plusieurs ouvrages aidé de Dan Miller sur le sujet. Jerry Alan Johnson a également écrit parmi d'autres pratiques sur le style Sun de Bagua Zhang. Bradford Tyrey a également écrit sur le Style Sun.
D'autres enseignants sont aussi actifs, mais impliqués uniquement dans le Taiji Quan de Sun Lutang.

### Particularités techniques des Styles Sun
Le Taiji Quan, originellement nommé "Kai He Huo Bu Taiji Quan" en référence aux nombreux mouvements d'ouverture et de fermeture et de propulsion des pas est de par la notoriété de la discipline le plus pratiqué des trois styles. Cependant, les autres ont également leurs particularités propres par rapport à leurs branches ascendantes.
La posture Statique Santi Shi est fondamentale, quel que soit le style étudié. Généralement, l'étudiant qui entre dans la lignée du Style Sun commence son étude par le Xingyi Quan, la poursuit avec le Bagua Zhang afin de maîtriser parfaitement le Taiji Quan et en comprendre toutes les subtilités.
Le Xingyi Quan du Style Sun : Le style est relativement resté orthodoxe. Sun Lutang conserva les techniques des 5 Éléments et des 12 animaux ainsi que quelques formes (Taolu 套路). Il ne conserva pas toutes les formes mais dissimula cependant les principes de celles-ci dans celles qu'il garda. Les principes restent plus importants que la seule étude technique, et l'aboutissement doit être la boxe spontanée, où la technique est dissoute au profit de ceux-ci. Les déplacements empruntent au style Guo de son maître, le fameux demi-pas (Ban Bu 半步), et l'ordre des éléments est celui-ci : Métal, Bois, Eau, Feu, Terre. Les exercices de proprioception sont nombreux : Tuishou, Roushou, et Taolus pratiqués à deux. La lance, le sabre dit "feuille de saule" et l'épée sont les armes les plus employées dans ce style. Trois niveaux de pratique caractérisant le Xingyi Quan échelonnent la progression : Mingjing, la force démontrée, Anjing, la force dissimulée, et Huajin, ou force transformée. Ils correspondent respectivement aux processus alchimiques de renforcement des os, de transformation des tendons, et finalement, du nettoyage des moelles. 
Le Bagua Quan du Style Sun : Dans sa boxe des Huit Trigrammes, Sun Lutang concevra une forme dite " des 8 animaux ". Sa structure est composée de la marche en cercle, et des techniques mères dites "simple changement de paume" et "double changement de paume". Viennent ensuite les 8 animaux se référant à ceux de la connaissance du Yijing : Lion, Qilin, Serpent, Épervier, Dragon, Ours, Phoenix et Singe. L'épée est l'arme la plus employée de ce style.  Une forme liée au maître Ji Jian Cheng dont l'origine est incertaine est également liée au style Sun : la nage du Dragon, qui reprend les éléments essentiels du Xingyi Quan et du Bagua Zhang. Globalement, le style s'étudie progressivement selon trois niveaux de pratique : la forme aux postures fixes, la forme liée, et la forme spontanée. Ses particularités sont un déplacement effectué du talon vers la pointe, contrairement au pas "glissé dans la boue" classique de ce style de combat, et compte un grand nombre de projections.
Le Taiji Quan du Style Sun :
Son style de Taiji comporte 98 mouvements, aux postures dynamiques, hautes et aux mouvements courts très adaptés au combat. Du Xingyi Quan, il gardera le déplacement en demi-pas (Ban Bu 半步) et du Bagua, il prendra les mouvements de taille circulaire utilisé notamment pour les projections, ainsi que l'usage de la posture Gou Bu 钩步 (pas unciforme). Plusieurs formes dont celle de synthèse de sa fille en 73 mouvements émergèrent pour en faciliter l'accès ainsi que pour les compétitions. Le style compte aussi une forme d'épée séparable en deux parties pour le travail à deux et le travail des poussées des mains (Tuishou).
Sun Lutang encourageait ses étudiants à développer leurs propres esprits de recherche.

### Famille
Il se maria en 1891 avec Zhang Zhouxian, et eut quatre enfants :
- Sun Xingyi (1891-1929), qui ne fut jamais intéressé par les arts martiaux.
- Sun Cunzhou (1893-1963), qui enseigna de façon confidentielle et eut peu de disciples.
- Sun Huamin (1897-1922), qui décédera à la suite d'un accident de gymnastique.
- Sun Jianyun (1913-2003), qui enseigna publiquement l'art de son père jusqu'à sa mort, eut de nombreux élèves dont Tim Cartmell.

## Œuvres
Sun Lutang fut le premier à écrire des livres sur les arts martiaux internes pour le grand public. Il est ainsi l'auteur de 5 ouvrages :
- (en) Xing Yi Quan Xue, The Study of Form-Mind Boxing, 1915, traduction par Albert Liu, Unique Publications, 1993
- (en) Bagua Quan Xue, The Study of Eight Trigrams Boxing in Classical Baguazhang Vol. XIII, Sun Style Baguazhang, 1916, traduction par Joseph Crandall, Smiling Tiger Martial Arts, 2002
- (en) A Study of Taijiquan, 1919, traduction par Tim Cartmell, Blue Snake Books, 2003
- (zh) Quan Yi Shu Zhen, True Description of the Meaning of Boxing, 1923
- (en) Bagua Jian Xue, The Study of Eight Trigrams Sword in Classical Baguazhang Vol. XIII, Sun Style Baguazhang, 1927, traduction par Joseph Crandall, Smiling Tiger Martial Arts, 2002

## Sources
- Site officiel
- Notices d'autorité :   - VIAF
  - ISNI
  - LCCN
  - GND
  - Pays-Bas
  - Corée du Sud
  - WorldCat
- Aurélien Boucher, La Naissance du sport en Chine (1900-1949)，Publibook, 2008  (ISBN 2748342739)
- Gabrielle Habersetzer et Roland Habersetzer, Encyclopédie technique, historique, biographique et culturelle des arts martiaux de l'Extrême-Orient, Amphora, 2008
- Roland Habersetzer et Serge Dreyer, Tai-ji-quan pratique Extrait Google Livres
- Taiji quan: art martial, technique de longue vie, Catherine Despeux, page 31 Extrait Google Livres
- A Study of Taijiquan, Par Sun Lutang Extrait Google Livres